# The Girl Spy: An Incident of the Civil War
The Girl Spy: An Incident of the Civil War er en amerikansk stumfilm fra 1909 af Sidney Olcott.